# セカンドファンタジー
「セカンドファンタジー」は、2007年11月21日に発売された日本のロックバンド、アンダーグラフの7枚目のシングル。

## 概要
前作「また帰るから／ピース・アンテナ」より約6ヶ月ぶりのリリースとなる。前作に引き続き、通常盤<CD ONLY>一形態でのリリースとなっている。
発売時はノンタイアップシングルであったが、表題曲「セカンドファンタジー」は発売直後に、日本テレビ系「音燃え!」12月エンディングテーマ曲となった。
シングル発売時、今まで以上にテレビ・ラジオでのプロモーションが少なかったこともあってか、初動売上は前作を大きく下回り、最高位も初めてトップ50入りを逃し、79位にとどまった。

## 収録曲
1. セカンドファンタジー
  - 日本テレビ系「音燃え!」12月エンディングテーマ曲
  - 日本テレビ系「音楽戦士 MUSIC FIGHTER」1月POWER PLAY
2. 9 (ナイン)
  - ロンドンでレコーディングされた。
  - 阪神タイガースの葛城育郎外野手が打席登場時のテーマソングとして使用中（2010年3月26日現在）。[1]　東京吹奏楽団の演奏によるCD「ブラバン！タイガース」（日本クラウン、2008年9月24日発売）の6曲目にも登場。

## 収録アルバム
- 『呼吸する時間』(#1)
- 『UNDER GRAPH』(#1、#2(Disc2のみ))